# António Domingos Brescovit
António Domingos Brescovit (n. 1959 ) es un aracnólogo brasileño. Desarrolla actividades académicas en el Laboratorio de artrópodos del Instituto Butantan, y es un especialista de los arácnidos neotropicales.

## Algunos taxones descriptos
| - Aljassa Brescovit, 1997 - Amazoromus Brescovit & Höfer, 1994 - Amazoromus becki Brescovit & Höfer, 1994 - Amazoromus janauari Brescovit & Höfer, 1994 - Amazoromus kedus Brescovit & Höfer, 1994 - Bromelina Brescovit, 1993 - Bromelina kochalkai Brescovit, 1993 - Bromelina oliola Brescovit, 1993 - Bromelina zuniala Brescovit, 1993 - Buckupiella Brescovit, 1997 - Buckupiella imperatriz Brescovit, 1997 - Cupiennius vodou Brescovit & Polotow, 2005 - Ecitocobius Bonaldo & Brescovit, 1998 - Ecitocobius comissator Bonaldo & Brescovit, 1998 - Gephyroctenus acre Polotow & Brescovit, 2008 - Gephyroctenus atininga Polotow & Brescovit, 2008 - Gephyroctenus divisor Polotow & Brescovit, 2008 - Gephyroctenus esteio Polotow & Brescovit, 2008 - Gephyroctenus juruti Polotow & Brescovit, 2008 - Gephyroctenus mapia Polotow & Brescovit, 2008 - Gephyroctenus panguana Polotow & Brescovit, 2008 - Gephyroctenus philodromoides Mello-Leitão, 1936 - Gephyroctenus portovelho Polotow & Brescovit, 2008 - Hatitia Brescovit, 1997 - Hatitia canchaque Brescovit, 1997 - Hatitia yhuaia Brescovit, 1997 - Heidrunea Brescovit & Höfer, 1994 - Heidrunea arijana Brescovit & Höfer, 1994 - Heidrunea irmleri Brescovit & Höfer, 1994 - Heidrunea lobrita Brescovit & Höfer, 1994 - Hersilia jajat Rheims & Brescovit, 2004 - Hersilia kerekot Rheims & Brescovit, 2004 - Hersilia lelabah Rheims & Brescovit, 2004 - Hibana Brescovit, 1991 | - Hibana taboga Brescovit, 1991 - Hibana talmina Brescovit, 1993 - Iguarima Brescovit, 1997 - Iguarima pichincha Brescovit, 1997 - Ilocomba Brescovit, 1997 - Ilocomba marta Brescovit, 1997 - Ilocomba perija Brescovit, 1997 - Isoctenus areia Polotow & Brescovit, 2009 - Isoctenus charada Polotow & Brescovit, 2009 - Isoctenus corymbus Polotow, Brescovit & Pellegatti-Franco, 2005 - Isoctenus malabaris Polotow, Brescovit & Ott, 2007 - Isoctenus ordinario Polotow & Brescovit, 2009 - Isoctenus segredo Polotow & Brescovit, 2009 - Italaman santamaria Brescovit, 1997 - Iviraiva Rheims & Brescovit, 2004 - Jessica Brescovit, 1997 - Jessica eden Brescovit, 1999 - Jessica itatiaia Brescovit, 1999 - Jessica pachecoi Brescovit, 1999 - Jessica puava Brescovit, 1999 - Jessica rafaeli Brescovit, 1999 - Jessica renneri Brescovit, 1999 - Jessica sergipana Brescovit, 1999 - Katissa Brescovit, 1997 - Lepajan Brescovit, 1993 - Lepajan edwardsi Brescovit, 1997 - Losdolobus Platnick & Brescovit, 1994 - Losdolobus opytapora Brescovit, Bertoncello & Ott, 2004 - Losdolobus parana Platnick & Brescovit, 1994 - Losdolobus ybypora Brescovit, Ott & Lise, 2004 - Lupettiana Brescovit, 1997 - Lupettiana bimini Brescovit, 1999 - Lupettiana eberhardi Brescovit, 1999 - Lupettiana levii Brescovit, 1999 | - Lupettiana linguanea Brescovit, 1997 - Lupettiana manauara Brescovit, 1999 - Lupettiana piedra Brescovit, 1999 - Ohvida Polotow & Brescovit, 2009 - Ohvida andros Polotow & Brescovit, 2009 - Ohvida bimini Polotow & Brescovit, 2009 - Ohvida turquino Polotow & Brescovit, 2009 - Otoniela Brescovit, 1997 - Otoniela adisi Brescovit, 1997 - Parabatinga Polotow & Brescovit, 2009 - Pippuhana Brescovit, 1997 - Pippuhana gandu Brescovit, 1997 - Thaloe Brescovit, 1993 - Thaloe ennery Brescovit, 1993 - Timbuka Brescovit, 1997 - Timbuka boquete Brescovit, 1997 - Toca Polotow & Brescovit, 2009 - Toca bossanova Polotow & Brescovit, 2009 - Toca samba Polotow & Brescovit, 2009 - Umuara Brescovit, 1997 - Umuara junin Brescovit, 1997 - Umuara juquia Brescovit, 1997 - Umuara pydanieli Brescovit, 1997 - Unicorn Platnick & Brescovit, 1995 - Unicorn catleyi Platnick & Brescovit, 1995 - Unicorn chacabuco Platnick & Brescovit, 1995 - Unicorn huanaco Platnick & Brescovit, 1995 - Unicorn socos Platnick & Brescovit, 1995 - Unicorn toconao Platnick & Brescovit, 1995 - Xiruana Brescovit, 1997 - Yabisi Rheims & Brescovit, 2004 - Yabisi guaba Rheims & Brescovit, 2004 - Ypypuera Rheims & Brescovit, 2004 - Ypypuera esquisita Rheims & Brescovit, 2004 |

## Algunas publicaciones
- Antonio d. Brescovit, alexandre b. Bonaldo, cristina a. Rheims. 2004. A new species of Drymusa Simon, 1891 (Araneae, Drymusidae) from Brazil. Editor Magnolia Press, 5 pp.

- alexandre b. Bonaldo, Antonio d. Brescovit. 1997. Revisión del género Macerio y comentarios sobre la ubicación de Cheiracanthium, Tecution y Helebonia (Araeae, Miturgidae, Eutichurinae). Iheringia, ser. Zool. Porto Alegre (82): 43-66

- norman i. Platnick, Antonio d. Brescovit. 1995. On Unicorn, a new genus of the spider family Oonopidae (Araneae, Dysderoidea). N.º 3152 de American Museum Novitates. Editor American Museum of Natural History, 12 pp.

- ----------------------------, --------------------------------. 1994. A new genus of the spider family Orsolobidae (Araneae, Dysderoidea) from Brazil. N.º 3112 de American Museum Novitates. Editor	American Museum of Natural History, 6 pp.

### Libros
- alexandre b. Bonaldo, Antonio d. Brescovit, cristina a. Rheims. 2005a. On a new species of Ericaella Bonaldo (Araneae, Miturgidae, Eutichurinae), with a cladistic analysis of the genus. Editor Magnolia Press, 25 pp.

- ricardo j. Saldierna-Martínez, enrique a. González-Navarro, gerardo Aceves-Medina, probir kumar Bandyopadhyay, juan a. Schnack, alejandro a. Valerio, roberta de Sá Longo, Antonio d. Brescovit, adalberto j. Santos. 2005b. Larval development of Symphurus atramentatus (Cynoglossidae: Pleuronectiformes) from the Gulf of California. Editor Magnolia Press, 64 pp.

- Antonio d. Brescovit. 1996. Revisão de Anyphaeninae bertkau a nível de gêneros na região neotropical: (araneae, anyphaenidae). Editor	Sociedade Brasileira de Zoologia, 187 pp.

## Honores

### Epónimos
| - Eutichurus brescoviti Bonaldo, 1994 - Anyphaenoides brescoviti Baert, 1995 - Tenedos brescoviti Jocqué & Baert, 2002 | - Carapoia brescoviti Huber, 2005 - Synotaxus brescoviti Santos & Rheims, 2005 - Xeropigo brescoviti De Souza & Bonaldo, 2007 | - Magulla brescoviti Indicatti, Lucas, Guadanucci & Yamamoto, 2008 - Cybaeodamus brescoviti Lise, Ott & Rodrigues, 2010 - Dyrines brescoviti Silva & Lise, 2010 |

## Abreviatura (zoología)
La abreviatura Brescovit  se emplea para indicar a António Domingos Brescovit como autoridad en la descripción y taxonomía en zoología.